# Сродники Господни

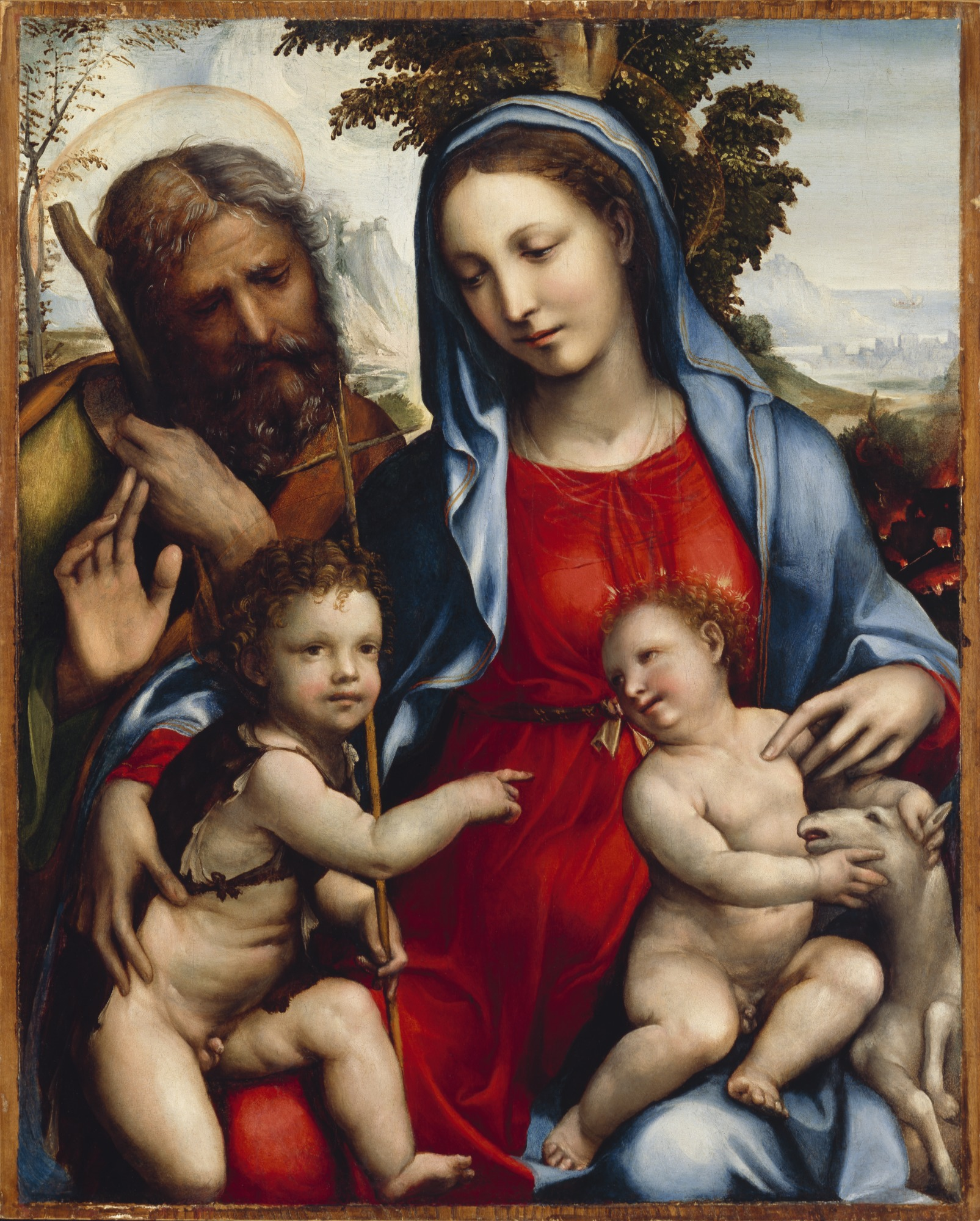
Содома. Святое семейство с Иоанном Крестителем. 1477. Детройтский институт искусств

Деспосини (др.-греч. δεσπόσυνοι — «те, кто принадлежат Господу») — греческий термин для обозначения ближних Иисуса Христа (Мк. 3:21 и 3:31). Эбиониты включали в состав ближних Иисуса только его мать Марию, приёмного отца Иосифа и троюродного брата Иоанна Предтечу. В современных протестантских доктринах к их числу прибавляют братьев Иисуса — Иакова, Иосию, Иуду и Симеона (Мк. 6:3).
Православные, католики и другие конфессии, исповедующие веру в девство Марии, отрицают кровные связи Христа с приёмным отцом и братьями.

## Трактовки
Среди католиков и православных нет единства по вопросу о том, как трактовать строку Евангелия о «братьях» Иисуса.
В православной традиции господствует мнение Евсевия о том, что Иаков, Иосия, Иуда и Симон — дети Иосифа от первого брака, не упомянутого в Писании.
Есть несколько гипотез о степени их родства с Христом по плоти:
- По мнению Оригена, Климента Александрийского, свт. Епифания Кипрского братья Иисуса были детьми Иосифа Обручника от первого бpaкa.
- Братья Христа были детьми Марии, родственницы Пресвятой Девы или Иосифа и приходились Христу двоюродными или троюродными братьями.
- По гипотезе Ренана и А. П. Лебедева, Клеопа был братом Иосифа Обручника и поэтому их жёны (Богородица и Мария Клеопова) именовались сёстрами. Иаков Праведный и его брат Иуда были детьми Иосифа от первого брака, а Иаков Меньшой, Иосия, Симон и «сестры» Иисусовы — детьми Клеопы и Марии.

В католической церкви возобладало суждение Иеронима Стридонского о том, что все четверо — двоюродные братья Иисуса, вероятно, дети Марии Клеоповой, сестры Девы Марии (см. Ин. 19:25) и, таким образом, как племянники Богоматери были двоюродные братья Христа по плоти. По сведениям раннехристианского историка Егесиппа (ум. 180 г.), которые передаёт Евсевий, из сыновей Клеопы на момент смерти Иакова оставался один только Симеон. Возможно, что Симон и Симеон (сын Клеопы) были разные люди.
Католический священник Малахи Мартин (1921—1999) отмечал, что деспосини пользовались в раннехристианской церкви большим почётом и что каждая община назарян-эбионитов возглавлялась одним из «сродников Господних» в качестве патриарха. Сообщение Егесиппа по этому поводу не столь однозначно:
После Иакова Праведного, пострадавшего по той же причине, что и Господь, епископом был поставлен его двоюродный брат Симеон, сын Клеопы. Его предложили все, как двоюродного брата Господня… Еще оставались из рода Господня внуки Иуды, называемого по плоти братом Господним. На них указали как на потомков Давида. Эвокат привел их к кесарю Домициану: тот боялся, так же, как и Ирод, пришествия Мессии. Он спросил их, не из рода ли они Давидова; они сказали, что да. Тогда спросил, какое у них состояние и сколько денег у них в распоряжении. Они сказали, что у них, у обоих, имеется только девять тысяч динариев, из которых каждому причитается половина; они у них не в звонкой монете, а вложены в тридцать девять плетров земли. Они вносят с неё подати и живут, обрабатывая её своими руками. Затем они показали свои загрубелые руки в мозолях, свидетельствовавшие о тяжком труде и непрестанной работе. На вопрос о Христе и Его Царстве, что это такое, где и когда оно явится, они ответили, что оно не от мира и будет не на земле, а на небе с ангелами и явится при свершении века, когда Христос, придя во славе, будет судить живых и мертвых и воздаст каждому за его жизнь. Домициан, не найдя в них вины, презрительно посчитал их глупцами и отпустил на свободу, а гонение на Церковь прекратил указом. Освобожденные стали во главе Церквей как мученики и как происходящие из рода Господня. Времена настали мирные, и они дожили до воцарения Траяна.
Кроме того, в Средневековье на католическом западе существовала концепция (и соответствующая иконография) Святой родни, предполагавшая более сложные и разветвлённые родственные связи между Иисусом и его учениками. От использования этой концепции католическая церковь отказалась на Тридентском соборе.